# Донецький екзархат УГКЦ
Доне́цький екзарха́т — екзархат Української Греко-Католицької Церкви з осідком у Донецьку. Утворений 2 квітня 2014 року шляхом поділу Донецько-Харківського екзархату.
Екзархом Донецьким є владика Максим (Рябуха).

## Опис
Екзархат охоплює Донецьку, Запорізьку, Дніпропетровську і Луганська області.

## Історія
Донецько-Харківський екзархат засновано згідно з рішенням Синоду Єпископів Української Греко-Католицької Церкви, що відбувся у Львові 1-5 липня 2001 року, яке поблагословив Святіший Отець Іоанн Павло II, Папа Римський. Створення екзархату офіційно оприлюднено 11 січня 2002 р. Першим екзархом призначено єпископа Степана Менька, ЧНІ.
Хіротонія Владики Степана відбулась 15 лютого 2002 року в соборі св. Юра м. Львів. Іменовано та проголошено Владику Степана Екзархом Донецько-Харківським 30 квітня 2002 року. Введення на престіл (інтронізація) відбулась в Храмі Покрови Пресвятої Богородиці м. Донецьк 12 травня 2002 року, в присутності Блаженнішого Любомира Гузара, Апостольського Нунція Миколая Етеровича, багатьох єпископів.
17 березня 2009 року єпископом-помічником Донецько-Харківського екзархату призначено владику Василія Медвіта, ЧСВВ.
2 квітня 2014 року був поділений на Донецький і Харківський екзархат.

## Єпископи
- Степан Меньок, ЧНІ, екзарх (з 2 квітня 2014)
  - Максим Рябуха, СДБ, єпископ-помічник (з 19 вересня 2022)
- Максим Рябуха, СДБ, екзарх (з 21 листопада 2024)

## Адміністративний поділ
До складу Екзархату входять 4 деканати: Донецький, Дніпровський, Краматорський та Запорізький.

### Донецький деканат
Очолює отець-декан Михайло Заверчук м. Донецьк. Кафедральний храм — Храм Покрови Пресвятої Богородиці в Донецьку

### Краматорський деканат
Очолює отець-декан Іван Василенко
м. Мирноград

#### Добропільський район
- Добропілля — Каплиця Святої Анни

### Запорізький деканат
Детальніше: Запорізький деканат
Очолює отець-декан Мирослав Романів
м. Запоріжжя

#### Дніпровський деканат
Очолює отець-декан Ігор Опацький м. Верхньодніпровськ

## Виноски
1. ↑  В УГКЦ утворено Харківський екзархат. Архів оригіналу за 8 квітня 2014. Процитовано 8 квітня 2014.